# Сортировка подсчётом
Сортировка подсчётом (англ. counting sort; сортировка посредством подсчёта англ. sorting by counting) — алгоритм сортировки, в котором используется диапазон чисел сортируемого массива (списка) для подсчёта совпадающих элементов. Применение сортировки подсчётом целесообразно лишь тогда, когда сортируемые числа имеют (или их можно отобразить в) диапазон возможных значений, который достаточно мал по сравнению с сортируемым множеством, например, миллион натуральных чисел меньших 1000.
Предположим, что входной массив состоит из {\displaystyle n} целых чисел в диапазоне от {\displaystyle 0} до {\displaystyle k-1}, где {\displaystyle k\in \mathbb {N} }. Далее алгоритм будет обобщён для произвольного целочисленного диапазона. Существует несколько модификаций сортировки подсчётом, ниже рассмотрены три линейных и одна квадратичная, которая использует другой подход, но имеет то же название.

## Простой алгоритм
Это простейший вариант алгоритма. Создать вспомогательный массив C[0..k], состоящий из нулей, затем последовательно прочитать элементы входного массива A, для каждого A[i] увеличить C[A[i]] на единицу. Теперь достаточно пройти по массиву C, для каждого {\displaystyle j\in \{0,...,k\}} в массив A последовательно записать число j C[j] раз.
```
SimpleCountingSort:
    for i = 0 to k
        C[i] = 0;
    for i = 0 to n - 1
        C[A[i]] = C[A[i]] + 1;
    b = 0;
    for j = 0 to k + 1
        for i = 0 to C[j]
            A[b] = j;
            b = b + 1;
```

Реализация на C:
```
 
//array — указатель на начало массива

 
//n — размер массива

 
//k — максимальное число в массиве

 
void
 
countingSort
(
int
*
 
array
,
 
int
 
n
,
 
int
 
k
)
 
{

    
int
*
 
c
 
=
 
(
int
*
)
malloc
((
k
+
1
)
 
*
 
sizeof
(
*
array
));

    
memset
(
c
,
 
0
,
 
sizeof
(
*
array
)
*
(
k
+
1
));

    
for
 
(
int
 
i
 
=
 
0
;
 
i
 
<
 
n
;
 
++
i
)
 
{

        
++
c
[
array
[
i
]];

    
}

        

    
int
 
b
 
=
 
0
;

    
for
 
(
int
 
i
 
=
 
0
;
 
i
 
<
 
k
+
1
;
 
++
i
){

        
for
 
(
int
 
j
 
=
 
0
;
 
j
 
<
 
c
[
i
];
 
++
j
)
 
{

            
array
[
b
++
]
 
=
 
i
;

        
}

    
}

    
free
(
c
);

 
}

```

Реализация на C++:
```
 
#include
 
<vector>

 
#include
 
<type_traits>

 
#include
 
<algorithm>

 
template
 
<
typename
 
std
::
enable_if_t
<
std
::
is_integral_v
<
T
>
,
 
T
>>

 
void
 
countingSort
(
std
::
vector
<
T
>&
 
array
)
 
{

    
T
 
max
 
=
 
std
::
max_element
(
array
.
begin
(),
 
array
.
end
());

 	
auto
 
count
 
=
 
std
::
vector
<
T
>
(
max
+
1
,
 
T
(
0
));

 	
for
 
(
T
 
elem
 
:
 
array
)

 		
++
count
[
elem
];

	

 	
T
 
b
 
=
 
0
;

 	
for
 
(
size_t
 
i
 
=
 
0
;
 
i
 
<
 
max
+
1
;
 
++
i
)
 
{

 		
for
 
(
T
 
j
 
=
 
0
;
 
j
 
<
 
count
[
i
];
 
++
j
)
 
{

 			
array
[
b
++
]
 
=
 
i
;

 		
}

 	
}
	

 
}

```

Реализация на Java:
```
private
 
static
 
void
 
sortArrayByCountingMethod
(
int
[]
 
array
)
 
{

        
//Найдём максимальное число в массиве

        
int
 
k
 
=
 
array
[
0
]
;
 
//Максимальное число в массиве

        
for
 
(
int
 
i
 
=
 
1
;
 
i
 
<
 
array
.
length
;
 
i
++
)
 
{

            
if
 
(
array
[
i
]
 
>
 
k
)
 
{

                
k
 
=
 
array
[
i
]
;

            
}

        
}

        
//Создадим новый массив длины k, по умолчанию наполненный нулями

        
int
[]
 
tempArray
 
=
 
new
 
int
[
k
 
+
 
1
]
;

        
//Запишем в него количество вхождений каждого элемента поиндексно

        
for
 
(
int
 
value
 
:
 
array
)
 
{

            
++
tempArray
[
value
]
;

        
}

        
//Вставим элементы в исходный массив

        
int
 
b
 
=
 
0
;

        
for
 
(
int
 
i
 
=
 
0
;
 
i
 
<
 
k
 
+
 
1
;
 
++
i
){

            
for
 
(
int
 
j
 
=
 
0
;
 
j
 
<
 
tempArray
[
i
]
;
 
++
j
)
 
{

                
array
[
b
++]
 
=
 
i
;

            
}

        
}

    
}

```

## Алгоритм со списком
Этот вариант (англ. pigeonhole sorting, count sort) используется, когда на вход подается массив структур данных, который следует отсортировать по ключам (key). Нужно создать вспомогательный массив C[0..k - 1], каждый C[i] в дальнейшем будет содержать список элементов из входного массива. Затем последовательно прочитать элементы входного массива A, каждый A[i] добавить в список C[A[i].key]. В заключении пройти по массиву C, для каждого {\displaystyle j\in \{0,...,k-1\}} в массив A последовательно записывать элементы списка C[j]. Алгоритм устойчив.
```
ListCountingSort
    for i = 0 to k - 1
        C[i] = NULL;
    for i = 0 to n - 1
        C[A[i].key].add(A[i]);
    b = 0;
    for j = 0 to k - 1
        p = C[j];
        while p != NULL
            A[b] = p.data;
            p = p.next();
            b = b + 1;
```

## Устойчивый алгоритм
В этом варианте помимо входного массива A потребуется два вспомогательных массива — C[0..k - 1] для счётчика и B[0..n - 1] для отсортированного массива. Сначала следует заполнить массив C нулями, и для каждого A[i] увеличить C[A[i]] на 1. Далее подсчитывается количество элементов меньших или равных {\displaystyle k-1}. Для этого каждый C[j], начиная с C[1], увеличивают на C[j - 1]. Таким образом в последней ячейке будет находиться количество элементов от {\displaystyle 0} до {\displaystyle k-1} существующих во входном массиве. На последнем шаге алгоритма читается входной массив с конца, значение C[A[i]] уменьшается на 1 и в каждый B[C[A[i]]] записывается A[i]. Алгоритм устойчив.
```
StableCountingSort
    for i = 0 to k - 1
        C[i] = 0;
    for i = 0 to n - 1
        C[A[i]] = C[A[i]] + 1;
    for j = 1 to k - 1
        C[j] = C[j] + C[j - 1];
    for i = n - 1 to 0
        C[A[i]] = C[A[i]] - 1;
        B[C[A[i]]] = A[i];
```

## Обобщение на произвольный целочисленный диапазон
Возникает несколько вопросов. Что делать, если диапазон значений (min и max) заранее не известен? Что делать, если минимальное значение больше нуля или в сортируемых данных присутствуют отрицательные числа? Первый вопрос можно решить линейным поиском min и max, что не повлияет на асимптотику алгоритма. Второй вопрос несколько сложнее. Если min больше нуля, то следует при работе с массивом C из A[i] вычитать min, а при обратной записи прибавлять. При наличии отрицательных чисел нужно при работе с массивом C к A[i] прибавлять |min|, а при обратной записи вычитать.

## Анализ
В первых двух алгоритмах первые два цикла работают за {\displaystyle \Theta (k)} и {\displaystyle \Theta (n)}, соответственно; двойной цикл за {\displaystyle \Theta (n+k)}. В третьем алгоритме циклы занимают {\displaystyle \Theta (k)}, {\displaystyle \Theta (n)}, {\displaystyle \Theta (k)} и {\displaystyle \Theta (n)}, соответственно. Итого все три алгоритма имеют линейную временную трудоёмкость {\displaystyle \Theta (n+k)}. Используемая память в первых двух алгоритмах равна {\displaystyle \Theta (k)}, а в третьем {\displaystyle \Theta (n+k)}.

## Квадратичный алгоритм сортировки подсчётом
Также сортировкой подсчётом называют немного другой алгоритм. В нём используются входной массив A и вспомогательный массив B для отсортированного множества. В алгоритме следует для каждого элемента входного массива A[i] подсчитать количество элементов меньших него {\displaystyle c_{1}} и количество элементов, равных ему, но стоящих ранее {\displaystyle c_{2}} ({\displaystyle c=c_{1}+c_{2}}). B[c] присвоить A[i]. Алгоритм устойчив.
```
SquareCountingSort
    for i = 0 to n - 1
        c = 0;
        for j = 0 to i - 1
            if A[j] <= A[i]
                c = c + 1;
        for j = i + 1 to n - 1
            if A[j] < A[i]
                c = c + 1;
        B[c] = A[i];
```

### Анализ
Очевидно, временная оценка алгоритма равна {\displaystyle \Theta (n^{2})}, память {\displaystyle \Theta (n)}.

## Примеры реализации

### Компонентный Паскаль
Простой алгоритм.
```
PROCEDURE
 
CountingSort
 
(
VAR
 
a
:
 
ARRAY
 
OF
 
INTEGER
;
 
min
,
 
max
:
 
INTEGER
)
;

  
VAR

    
i
,
 
j
,
 
c
:
 
INTEGER
;

    
b
:
 
POINTER
 
TO
 
ARRAY
 
OF
 
INTEGER
;

BEGIN

  
ASSERT
(
min
 
<=
 
max
)
;

  
NEW
(
b
,
 
max
 
-
 
min
 
+
 
1
)
;

  
FOR
 
i
 
:=
 
0
 
TO
 
LEN
(
a
)
 
-
 
1
 
DO
 
INC
(
b
[
a
[
i
]
 
-
 
min
])
 
END
;

  
i
 
:=
 
0
;

  
FOR
 
j
 
:=
 
min
 
TO
 
max
 
DO

    
c
 
:=
 
b
[
j
 
-
 
min
]
;

    
WHILE
 
c
 
>
 
0
 
DO

      
a
[
i
]
 
:=
 
j
;
 
INC
(
i
)
;
 
DEC
(
c
)

    
END

  
END

END
 
CountingSort
;

```

### Реализация на PascalABC.Net
```
const

  
n
 
=
 
20
;

begin

  
var
 
a
 
:=
 
ArrRandomInteger
(
n
,
0
,
100
)
;

  
a
.
Println
;

  
var
 
max
 
:=
 
a
.
Max
;

  

  
var
 
c
 
:=
 
|
0
|
*
(
max
+
1
)
;

  
for
 
var
 
i
 
:=
 
0
 
to
 
a
.
Length
-
1
 
do
 

    
c
[
a
[
i
]]
 
+=
 
1
;

  

  
var
 
j
 
:=
 
0
;

  
for
 
var
 
i
 
:=
 
0
 
to
 
max
 
do

    
for
 
var
 
k
 
:=
 
1
 
to
 
c
[
i
]
 
do
 

    
begin
 

      
a
[
j
]
 
:=
 
i
;
 

      
j
 
+=
 
1
;
 

    
end
;

  
a
.
Println
;

end
.

```

### Реализация на Python
```
a
 
=
 
list
(
map
(
int
,
 
input
()
.
split
()))
 
# считывание списка

cnt
 
=
 
[
0
]
 
*
 
(
max
(
a
)
 
+
 
1
)
  
# генерация списка нулей длиной в максимальный элемент списка a

for
 
item
 
in
 
a
:

    
cnt
[
item
]
 
+=
 
1
   
# когда мы встречаем число в списке, увеличиваем его значение на 1

# добавляем count раз число num в результат

result
 
=
 
[
num
 
for
 
num
,
 
count
 
in
 
enumerate
(
cnt
)
 
for
 
i
 
in
 
range
(
count
)]

print
(
result
)
  
# выводим отсортированный список

```